# Kirker i Hjørring Amt
Hjørring Amt eksisterede fra 1793 til kommunalreformen i 1970, da det blev en del af Nordjyllands Amt.
Hjørring Amt bestod af syv herreder:

## Børglum Herred
- Brønderslev Kirke
- Brønderslev Gamle Kirke
- Børglum Kirke
- Børglumkloster Kirke – Børglum Sogn
- Vittrup Kirke – Børglum Sogn
- Em Kirke
- Furreby Kirke
- Hæstrup Kirke
- Jerslev Kirke
- Lyngby Kirke (Hjørring Kommune) – Lyngby Sogn (Hjørring Kommune)
- Løkken Kirke – Furreby Sogn
- Mylund Kirke i Mylund Sogn
- Rakkeby Kirke
- Sejlstrup Kirke
- Serritslev Kirke
- Stenum Kirke
- Tise Kirke
- Tolstrup Kirke
- Tårs Kirke (Taars)
- Morild Kirke – Tårs Sogn
- Vejby Kirke
- Vrejlev Kirke
- Vrensted Kirke
- Vrå Kirke (Vraa)
- Vrå Valgmenighedskirke
- Øster Brønderslev Kirke
- Øster Hjermitslev Kirke

## Dronninglund Herred
- Agersted Kirke
- Albæk Kirke
- Aså Kirke Aså-Melholt Sogn
- Badskær Kirke – Hørby Sogn
- Dorf Kirke
- Dronninglund Kirke
- Hallund Kirke
- Hellevad Kirke
- Hellum Kirke
- Hjallerup Kirke
- Hørby Kirke
- Melholt Kirke
- Karup Kirke
- Lyngsaa Kirke i Albæk Sogn (Frederikshavn Kommune)
- Skæve Kirke
- Sæby Kirke
- Torslev Kirke
- Understed Kirke
- Voer Kirke
- Volstrup Kirke
- Ørum Kirke
- Øster Vrå Kirke i Østervrå Sogn

## Horns Herred
- Bindslev Kirke
- Elling Kirke
- Strandby Kirke
- Flade Kirke
- Frederikshavn – Abildgård Kirke (Abildgaard)
- Frederikshavn – Bangsbostrand Kirke
- Frederikshavn – Fladstrand Kirke
- Frederikshavn – Frederikshavn Kirke
- Gærum Kirke
- Hirsholmene Kirke
- Hulsig Kirke
- Hørmested Kirke
- Jerup Kirke i Jerup Sogn
- Kvissel Kirke
- Lendum Kirke
- Mosbjerg Kirke
- Råbjerg Kirke (Raabjerg)
- Ålbæk Kirke – Råbjerg Sogn
- Skagen Kirke
- Skagens tilsandede kirke
- Skærum Kirke
- Sørig Kirke
- Tolne Kirke
- Tversted Kirke
- Åsted Kirke (Aasted)

## Hvetbo Herred
- Alstrup Kirke
- Gjøl Kirke
- Hune Kirke
- Rødhus Kirke – Hune Sogn
- Ingstrup Kirke
- Jetsmark Kirke
- Saltum Kirke
- Vedsted Kirke
- Vester Hjermitslev Kirke

## Læsø Herred
- Byrum Kirke
- Østerby Kirke – Hals Sogn
- Vesterø Søndre Kirke

## Vennebjerg Herred
- Asdal Kirke
- Astrup Kirke
- Bjergby Kirke
- Harritslev Kirke
- Hirtshals Kirke
- Emmersbæk Kirke – Hirtshals Sogn
- Horne Kirke
- Jelstrup Kirke
- Mygdal Kirke
- Mårup Kirke (Maarup)
- Lønstrup Kirke – Mårup Sogn
- Rubjerg Kirke
- Hjørring – Bistrup Kirke
- Hjørring – Sankt Catarinæ Kirke
- Hjørring – Sankt Hans Kirke
- Hjørring – Sankt Olai Kirke
- Sindal bykirke
- Sindal Gl. Kirke
- Skallerup Kirke
- Tornby Kirke
- Uggerby Kirke
- Ugilt Kirke
- Vennebjerg Kirke
- Vidstrup Kirke

## Øster Han Herred
- Aggersborg Kirke
- Bejstrup Kirke
- Brovst Kirke
- Haverslev Kirke
- Koldmose Kirke i Koldmose Sogn
- Langeslund Kirke i Langeslund Sogn
- Lerup Kirke
- Oxholm Kirke
- Skræm Kirke
- Torslev Kirke
- Tranum Kirke
- Øster Svenstrup Kirke